# Station Kotulin
Station Kotulin is een spoorwegstation in de Poolse plaats Kotulin.